# ヴァージン・サモア
ヴァージン・サモア（Virgin Samoa）は英ヴァージン・グループの航空会社。サモアとオーストラリア、ニュージーランドを結んでいる。サモア政府が49%の株式を所有し、2005年以降ジェット機の運航を取りやめフィジーやアメリカ領サモアなどとの島嶼間の航空サービスのみを行うようになったポリネシアン航空の後継となっている。2011年12月、ポリネシアン・ブルーより社名を変更した。

## 概要
ヴァージン・サモアはヴァージン・オーストラリア社とサモア政府による、ポリネシアン航空の行っていたジェット機輸送を引き継ぐ共同事業として、2005年10月31日にサモアの首都アピアとオークランド・シドニーの両都市を結ぶ路線の運航をはじめた。株式の49%ずつをヴァージン・オーストラリア社とサモア政府がそれぞれ所有し、残りの2%をサモアのGrey Investment Groupが所有している。
サモア政府側の申し出により2017年11月12日をもって合弁を解消、運航を停止する予定である。

## 就航都市
- サモア
  - アピア
- オーストラリア
  - シドニー
  - ブリスベン
- ニュージーランド
  - オークランド

## 保有機材

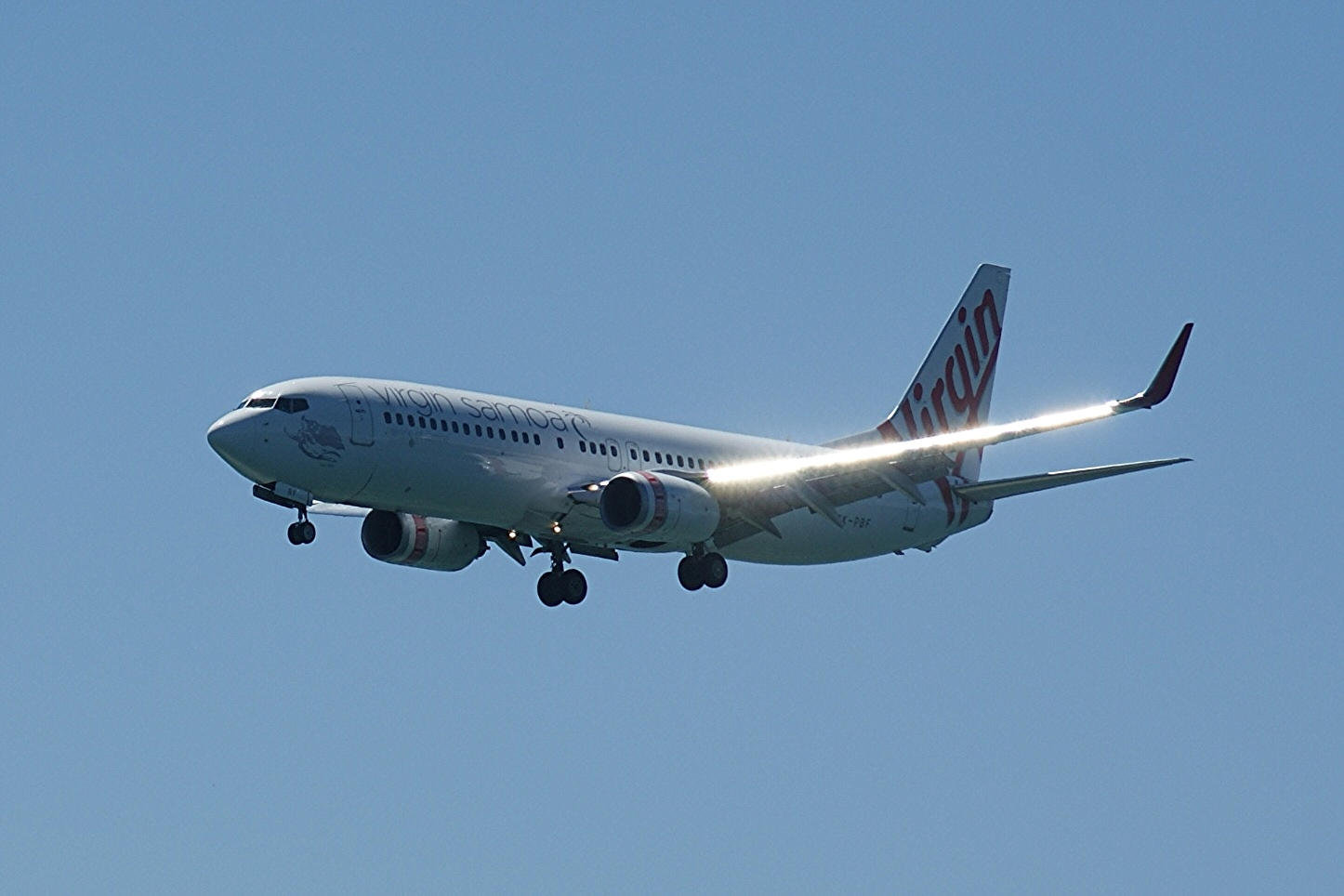
ヴァージン・サモア ボーイング737-800

ヴァージン・オーストラリアのボーイング737-800型機1機を、ヤシの木やサモアの少女をあしらったヴァージン・サモアの塗装に切り替えて運航している。